# Langedijk
Langedijk – gmina w Holandii, w prowincji Holandia Północna.

## Miejscowości
Broek op Langedijk, Koedijk, Noord-Scharwoude, Oudkarspel, Sint Pancras, Zuid-Scharwoude.